# Île Calero
L'île Calero est une île fluviale du Costa Rica située à l'extrême nord-est de ce pays, dans la province de Limón. Elle est l'île la plus grande du pays et fait partie, avec l'île Brava (es) au sud, de la réserve naturelle nationale de Barra del Colorado (es).

## Topographie
Elle est délimitée au nord par l'île Portillos, à l'ouest et au sud-ouest par les canaux de la rivière San Juan et le fleuve Colorado, au sud par le Caño Bravo du fleuve Colorado qui le sépare de l'île Brava (es) et à l'est par la mer des Caraïbes. Elle a une superficie de 15.160 hectares (151,6 km²) et fait partie administrativement du district de Colorado, dans le canton de Pococí.

## Zone protégée
L'île Calero fait partie de trois zones de conservation naturelle importantes : le refuge national de faune sauvage de Barra del Colorado, la zone humide des Caraïbes du nord-est et le couloir biologique de la frontière entre le Costa Rica et le Nicaragua.
Le refuge national de faune sauvage de Barra del Colorado est le plus grand refuge naturel du Costa Rica et se distingue, entre autres, par la présence de plusieurs espèces d'animaux en voie de disparition, telles que le lamantin des Antilles, le tapir, le jaguar, le gaspar et le ara militaire. Ses plages, sont des frayères pour les trois types de tortues de mer qui peuplent l'océan Atlantique (La tortue luth, espèce en voie de disparition, la tortue imbriquée et la tortue verte). 

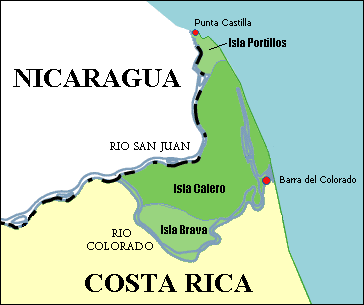
Localisation de l'île Calero
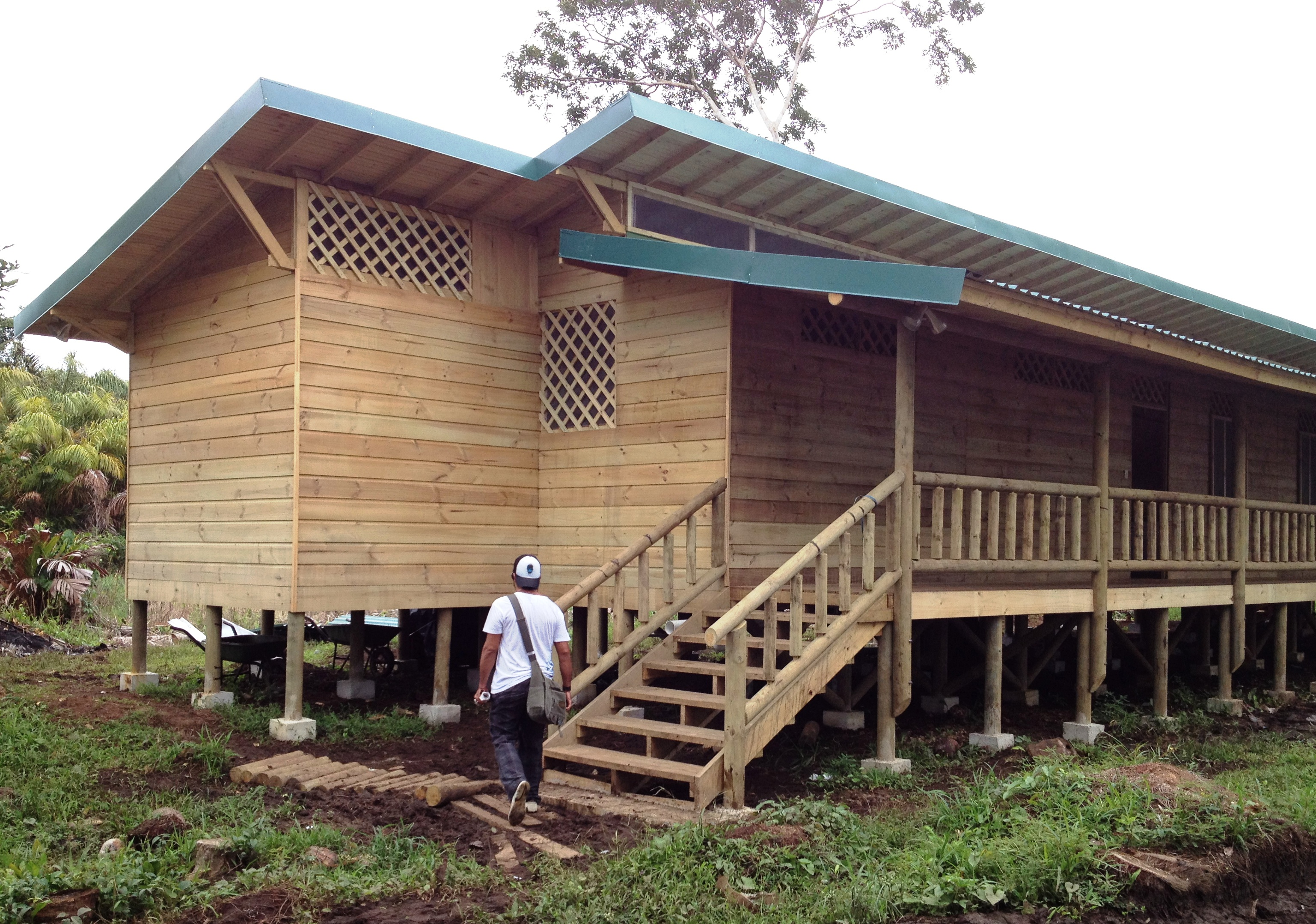
Station scientifique